# Hardcore Moldovenesc
Hardcore Moldovenesc (Молдавський хардкор) — перший альбом молдовського рок-гурту Здоб ші Здуб. Альбом вийшов у 1996 році. Пізніше відбулося його перевидання у 2002 та 2009 роках. Також було записано другу версію синглу «Hardcore Moldovenesc».

## Відеокліп
1997 року було представлено дебютний відеокліп гурту до пісні з однойменною назвою «Hardcore Moldovenesc». Відео було відзняте під час концерту «молодого» гурту у Молдові. Під час приспіву показано фанатів, що танцюють та махають головами, отримуючи задоволення. Основною темою пісні, згідно з текстом, є схильність вокаліста — Романа Ягупова до вживання вина, а також цінування цього напою молдавським народом.

## Список пісень
1. Убей

2. Изуродован людьми

3. Наш город

4. Белая любовь

5. Ты можешь

6. Hardcore Moldovenesc

7. Весело живем

8. Пациенты утопили санитара

9. Великий вождь

10. Птица

11. В доме моем

12. Hardcore Moldovenesc